# Ар (јединица)
Ар (симбол: a) је СИ-изведена јединица мере за површину. Иако га СИ и даље подржава, више није препоручен.

## Дефиниција
Један ар има сто квадратних метара, односно по својој дефиницији представља квадрат чије су странице дуге десет метара. Најчешће се користи за мерење мањих земљишта, а за мерење већих површина се обично користе јединице хектар и дулум, мотика, јутро, ланац. (1 ha = 100 a = 10 000 m²).